# Portugees Open 2010

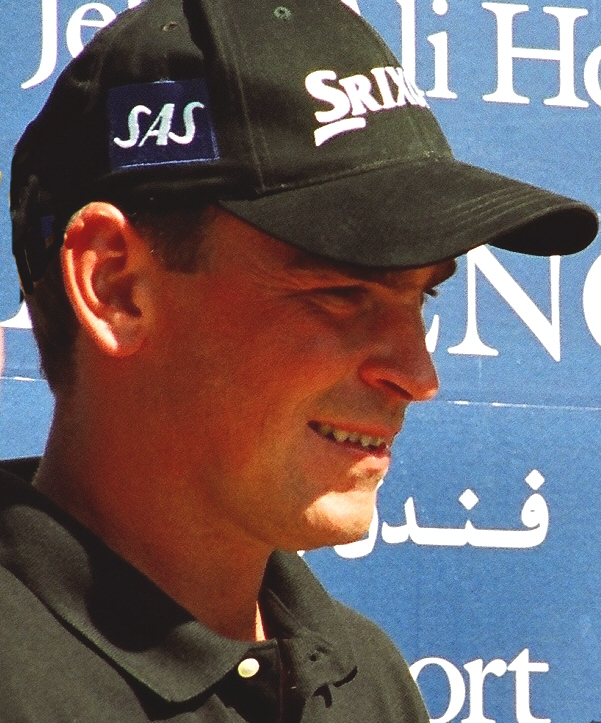
Winnaar 201-

Het 36ste Portugees Open heet net als de voorgaande drie edities het Estoril Open de Portugal en zou van 1 - 4 april 2010 gespeeld worden op de Penha Longa Golf Club bij Estoril. Het toernooi is verplaatst naar 10-13 juni. Het Portugees Open van de Ladies European Tour vindt plaats van 25 - 28 juni 2010.

## De baan
Penha Longa is een natuurreservaat. In deze mooie, glooiende omgeving ligt een spa en golf resort met een mooi hotel en twee golfbanen. De Atlantic Course van Penha Longa, waar het Open gespeeld wordt, is ontworpen door Robert Trent Jones en heeft 18 holes. De Monastery Course is minder lang en minder moeilijk, en heeft 9 holes.

## Verslag

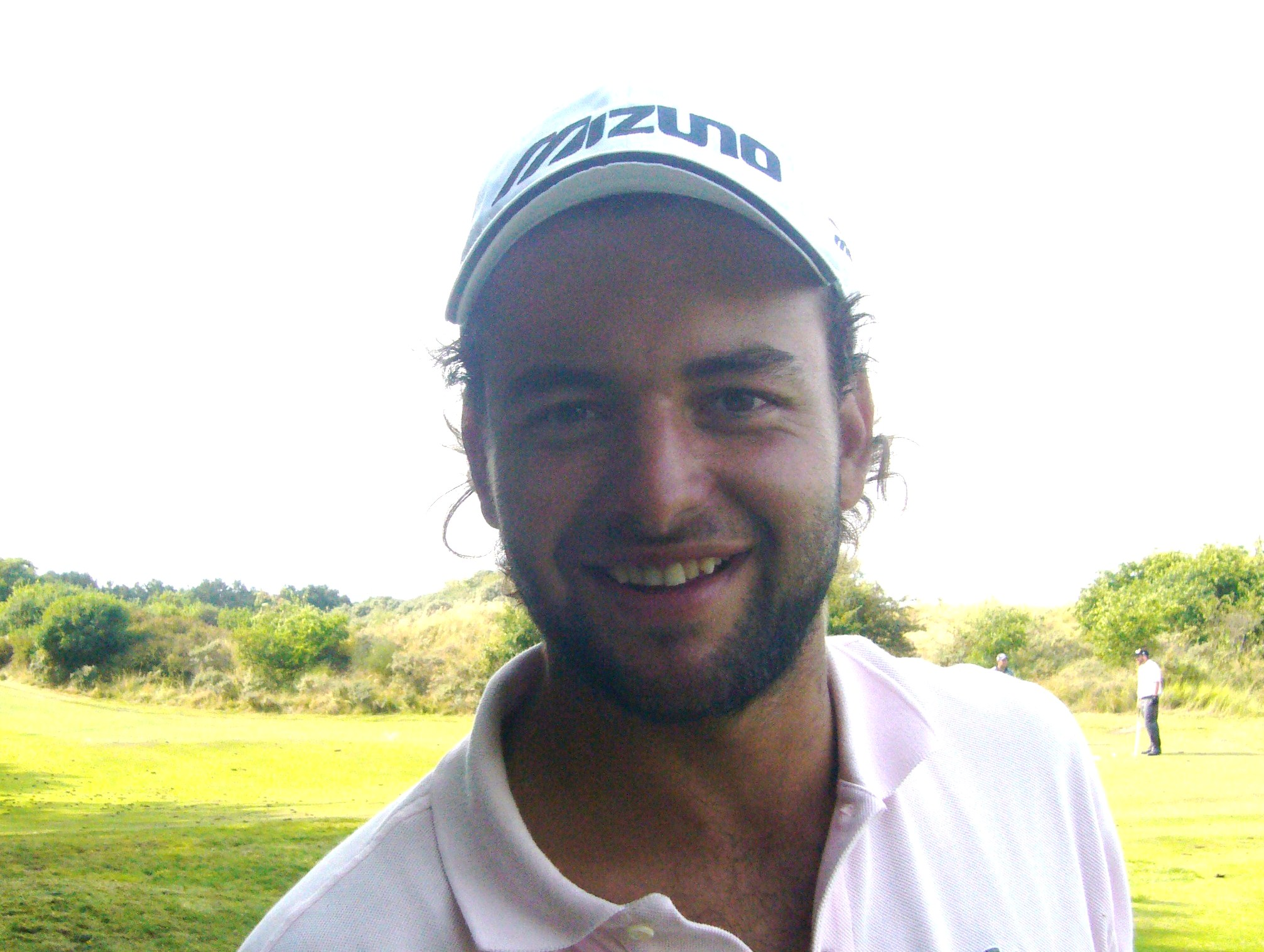
Carlos Del Moral

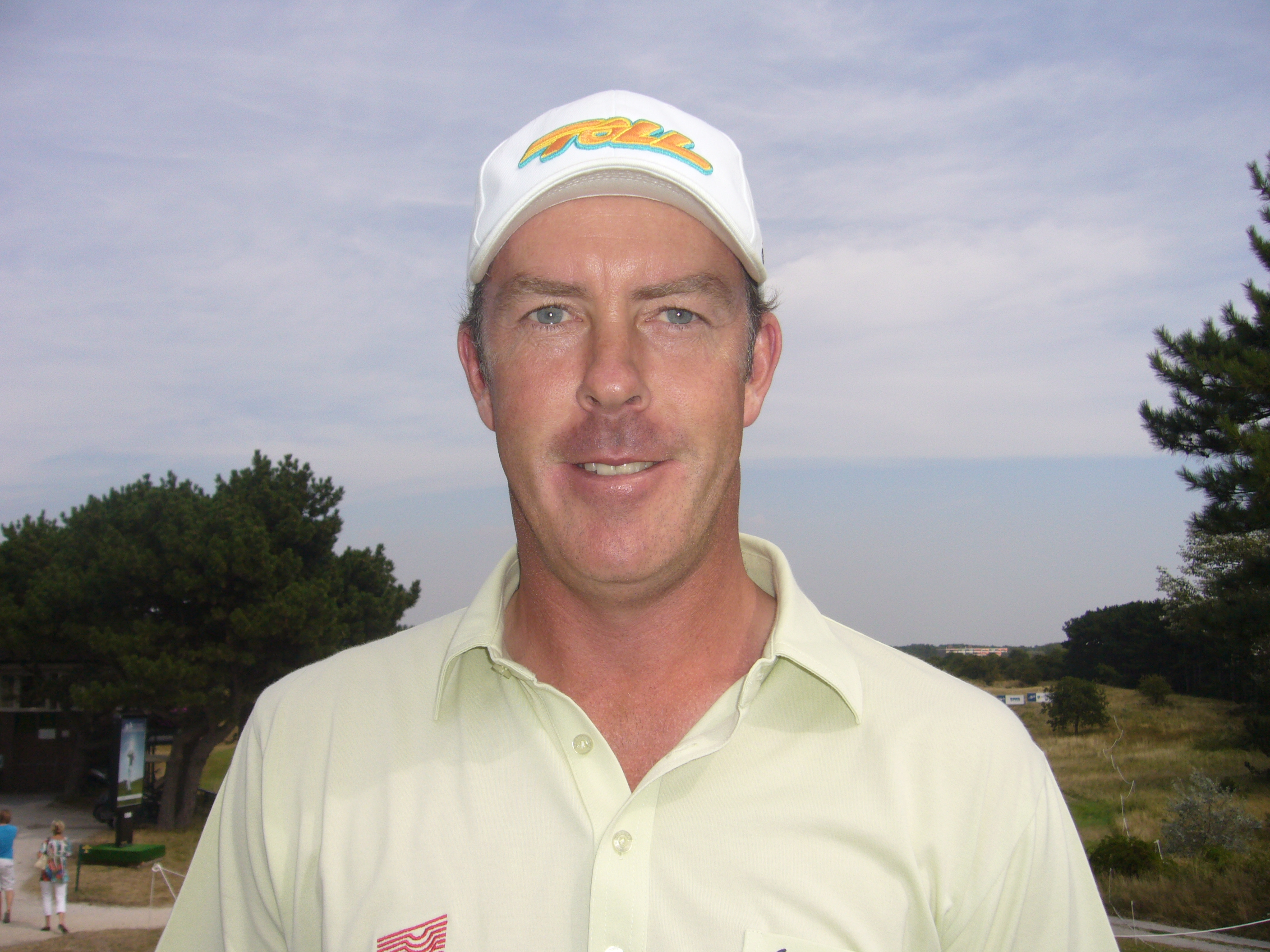
Richard Green

#### Ronde 1
Er doen 135 spelers mee, 65 van hen staan onder par. Er doen geen Nederlanders of Belgen mee.
De twee leiders hebben 64 gemaakt, McGrane met 8 birdies, de net 22-jarige rookie Luke Goddard met 6 birdies en een eagle op hole 11. De derde plaats wordt gedeeld door Stuart Manley en Eirik Tage Johansen met een score van 65 (−7).

#### Ronde 2
De 24-jarige Carlos Del Moral was na zijn ronde van −7 en een totaal van −12 clubhuisleider totdat Thomas Bjørn op hole 14 zijn zevende birdie maakte en ook op −12 kwam te staan. Bjørn maakte daarna nog een birdie op hole 17 zodat hij aan de leiding ging. Die voorsprong verdween weer op hole 18.
De derde plaats wordt gedeeld door en Robert Coles, Damien McGrane en Steve Webster, die in 2007 de Portugal Masters won.

Scott Drummond scoorde 31 over hole 1-9 maar maakte ten slotte 71. Hij staat op een gedeeld 24ste plaats.
Voor het weekend hebben alle spelers die onder par staan zich gekwalificeerd.

#### Ronde 3
Richard Green deelde even de leiding met Thomas Bjørn toen beiden op −16 stonden. Green had toen nog één hole te spelen en bleef op −16, terwijl Bjørn pas op hole 13 was en daar een birdie maakte voor −17 en daarna er nog twee maakte op de laatste holes. Weinig spelers zullen zondag een bedreiging voor hem vormen.

#### Ronde 4
De winnaar van dit toernooi krijgt €166.660, dat is meer dan Laura Davies dit jaar tot nu toe verdiend heeft, hoewel ze leider is van de Ladies Money List, het Open in Nieuw-Zeeland en in Duitsland heeft gewonnen en tweede werd in Australië.
| Eindstand | Naam             | R1 | Score | Nr  | R2 | Score | Totaal | Nr  | R3 | Score | Totaal | Nr | R4 | Score | Totaal |
| --------- | ---------------- | -- | ----- | --- | -- | ----- | ------ | --- | -- | ----- | ------ | -- | -- | ----- | ------ |
| 1         | Thomas Bjørn     | 67 | −5    | T7  | 65 | −7    | −12    | 1   | 65 | −7    | −19    | 1  | 68 | −4    | −23    |
| 2         | Richard Green    | 67 | −5    | T7  | 69 | −3    | −8     | T10 | 64 | −8    | −16    | T9 | 70 | −2    | −18    |
| 3         | Mark F Haastrup  | 67 | −5    | T7  | 68 | −4    | −9     | T10 | 70 | −2    | −11    | 2  | 67 | −5    | −16    |
| 4         | Robert Rock      | 68 | −4    | T6  | 67 | −5    | −9     | T6  | 68 | −4    | −13    | T4 | 71 | −1    | −14    |
| 5         | Damien McGrane   | 64 | −8    | 1   | 70 | −2    | −10    | T3  | 68 | −4    | −14    | 3  | 73 | +1    | −13    |
| T6        | Robert Coles     | 68 | −4    | T6  | 66 | −6    | −10    | T3  | 69 | −3    | −13    | T4 | 73 | +1    | −12    |
| T8        | Daniel Vancsik   | 69 | −3    | T25 | 66 | −6    | −9     | T6  | 68 | −4    | −13    | T4 | 73 | +1    | −12    |
| T8        | Steve Webster    | 67 | −5    | T7  | 67 | −5    | −10    | T3  | 70 | −2    | −12    | T7 | 73 | +1    | −11    |
| T15       | Chris Wood       | 69 | −3    | T25 | 69 | −3    | −6     | T19 | 66 | −6    | −12    | T7 | 76 | +4    | −8     |
| T21       | Carlos Del Moral | 67 | −5    | T7  | 65 | −7    | −12    | 1   | 74 | +2    | −10    | 13 | 76 | +4    | −6     |
| T30       | Luke Goddard     | 64 | −8    | 1   | 73 | +1    | −7     | T12 | 68 | −4    | −11    | T9 | 78 | +6    | −5     |

## De spelers
| - Felipe Aguilar - Phillip Archer - Johan Exgren - Peter Baker - Benn Barham - Sion E. Bebb - Gaganjeet Bhullar - Thomas Bjørn - Richard Bland - Ryan Blaum - Liam Bond - André Bossert - Michiel Botham - Grégory Bourdy - Markus Brier - Paul Broadhurst - Daniel Brooks - Mark Brown - Alessio Bruschi - Andrew Butterfield - Alejandro Cañizares - Emanuele Canonica - Clodomiro Carranza - David Carter - Gary Clark - Darren Clarke - Robert Coles - Andrew Coltart - Carlos Del Moral - François Delamontagne - Bradley Dredge - Scott Drummond - Paul Eales - Pelle Edberg - Mattias Eliasson - Klas Eriksson - Kenneth Ferrie | - Oliver Fisher - Alastair Forsyth - Marcus Fraser - Lorenzo Gagli - Chris Gane - Ignacio Garrido - Chris Gaunt - Luke Goddard - Philip Golding - Jean-Baptiste Gonnet - Tano Goya - Richard Green - Stephan Gross Jr. - Julien Guerrier - Peter Gustafsson - Mark F Haastrup - Anton Haig - Benjamin Hebert - Scott Hend - Fredrik Henge - Oskar Henningsson - David Hewan - Keith Horne - David Horsey - Sam Hutsby - Steven Jeppesen - Eirik Tage Johansen - Soren Juul - Jan-Are Larsen - Mark Laskey - Simon Lilly - José-Filipe Lima - Jamie Little - Sam Little - Gary Lockerbie - Shane Lowry - Santiago Luna | - Mikael Lundberg - David Lynn - Andrew Marshall - Andrew McArthur - Damien McGrane - James McLean - César Monasterio - Louis Moolman - Gary Murphy - Ake Nilsson - Christian Nilsson - Dominique Nouailhac - Henrik Nyström - Steven O'Hara - Steen Ottosen - GAreth Paddison - John Parry - Mark Peddar - Bjørn Pettersson - Van Phillips - Phillip Price - Iain Pyman - Jean-Françcois Remesy - Robert Rock - Carlos Rodiles - Ghislain Rosier - James Ruebotham - Marco Ruiz - James Ruth - Jarmo Sandelin - Patrik Sjøland - Nathan Smith - Marco Soffietti - Graeme Storm - Carl Suneson - Andrew Tampion - Simon Thornton | - Miles Tunnicliff - Daniel Vancsik - Daniel Vanegas - Anthony Wall - Daniel Wardrop - Paul Waring - Marc Warren - Steve Webster - Tom Whitehouse - Dale Whitnell - Chris Wood Sponsors uitnodiging - Paul Broadhurst - David Carter - Antonio Dantas (clubpro) - Peter Gustafsson - Jean François Remesy - Dave Whitnell Nationale Order of Merit - Nuno Campino - Antonio Dantas - Tiago Cruz - Henrique Paulino - Antonio Rosado - Hugo Santos - António Sobrinho Amateurs - Johan Lopez Lazzaro - Ricardo Melo Gouveia - Gonzalo Pinto |

Zie ook het schema van de Europese PGA Tour 2010.